# Crossfire (Star Trek: Deep Space Nine)
"Crossfire" és el tretzè episodi de la quarta temporada de la sèrie de televisió de ciència-ficció estatunidenca Star Trek: Deep Space Nine, el 85è de tota la sèrie. Originalment es van emetre en redifusió a partir del 29 de gener de 1996.  L'episodi va ser dirigit per Les Landau i va ser escrit per René Echevarria.
Ambientada al segle XXIV, la sèrie segueix les aventures a Espai Profund 9, una estació espacial situada prop d'un forat de cuc estable entre els Quadrants Alfa i Gamma de la Via Làctia, prop del planeta Bajor, mentre els bajorans es recuperen d'una brutal ocupació de dècades pels imperialistes cardassians. El Quadrant Gamma acull un imperi hostil conegut com el Domini, governat pels Fundadors que canvien de forma. En aquest episodi, el cap de seguretat d’Espai Profund 9 Odo, un canviador de forma, tracta el seu afecte no correspost per la primera oficial de l'estació Kira Nerys i la seva gelosia per la seva relació amb el primer ministre bajorà, Shakaar. L'estrella convidada Duncan Regehr torna en el paper de Shakaar.
"Crossfire" va aconseguir una qualificació Nielsen de 7 punts quan es va emetre en primera redifusió.

## Argument
La reunió regular d'Odo amb la Major Kira és interrompuda per  Quark, que es queixa que Odo practica el canvi de forma a les seves estances (just a sobre dels de Quark) causa massa soroll.
Més tard, Shakaar, el Primer Ministre de Bajor, visita Espai Profund 9 per a una reunió sobre la proposta de pertinença de Bajor a la Federació Unida de Planetes. Odo adverteix que membres de Camí Veritable, un grup extremista cardassià, han amenaçat la vida de Shakaar. Odo i el tinent comandant Worf reforcen la seguretat de Shakaar. Al principi, Odo i Shakaar s'entenen bé. Tanmateix, Odo aviat veu el vincle entre Kira i Shakaar, i es commou quan Shakaar admet que s'està enamorant de Kira.
Kira arriba tard a la seva reunió setmanal amb Odo després d'esmorzar amb Shakaar. Fa un recorregut per l'estació a Shakaar, amb Odo acompanyant-los per seguretat. En un turboascensor, Odo sent els dos parlant dels plans per a la nit. Un missatge amb la veu de Worf demana prendre el control del turboascensor, i Odo, distret, concedeix el control sense esperar el codi. El turboascensor comença a caure en picat, però Odo canvia els seus braços per pilons sòlids per aturar el seu descens. Odo descobreix més tard que la sol·licitud provenia d'un agent del Veritable Camí que utilitza un sintetitzador de veu. El Capità Sisko el renya per la seva falta d'atenció.
Shakaar passa la nit a les estances de Kira, i al matí Kira li diu a Odo que ella i Shakaar ara tenen una relació, i ella s'alegra que Odo sigui un amic amb qui pot parlar de les seves relacions. Quan torna a la seva oficina, Odo descobreix que Worf ha trobat i arrestat l'agent de Camí Veritable.
Consternat tant pel romanç de Kira com per la feina de Worf, Odo torna a les seves estances i s'enfurisma, destruint gran part dels mobles i decoracions de l'interior. Indignat pel soroll, Quark s'enfronta a Odo, però es desconcerta per l'aspecte derrotat de l'agent. Fent veure que només li preocupen els beneficis d'una travessa d'apostes en lloc de l'amistat per Odo, Quark li diu que ha de prendre una decisió: dir-li a Kira com se sent o oblidar-se d'ella i seguir endavant. Més tard, Odo li diu a Kira que ha de cancel·lar les seves reunions setmanals.
Al bar de Quark, Quark agraeix a Odo per insonoritzar el terra de les seves estances; Odo li diu que les reformes no tenen res a veure amb ell. Veu en Kira i en Shakaar sortint d'una holosuite junts i continua les seves rondes.

## Actors convidats
- Duncan Regehr - Shakaar
- Bruce Wright - Sarish

## Recepció
"Crossfire" va aconseguir una qualificació Nielsen de 7 punts quan es va emetre en primera redifusió.
Zack Handlen de The A.V. Club va criticar el títol genèricament sense sentit, però va elogiar la narració per fer que aquest cas d'amor no correspost fos fàcil d'entendre i relacionar-s'hi: "La situació d'Odo és específica, però la seva condició és universal". Keith DeCandido de Tor.com va donar a l'episodi un 9 sobre 10.
El 2018, SyFy va recomanar aquest episodi per la seva guia abreujada de visionat del personatge Kira Nerys, ja que implica esdeveniments importants en la vida personal de Kira.